# Havispora longyearbyenensis
Havispora longyearbyenensis är en svampart som beskrevs av K.L. Pang & Vrijmoed 2008. Havispora longyearbyenensis ingår i släktet Havispora, ordningen Microascales, klassen Sordariomycetes, divisionen sporsäcksvampar och riket svampar.   Inga underarter finns listade i Catalogue of Life.